# Джамоат імені Саїдмуміна Рахімова
Джамоат імені Саїдмумі́на Рахі́мова (тадж. Ҷамоати ба номи Саидмӯмин Раҳимов) — джамоат у складі Темурмаліцького району Хатлонської області Таджикистану.
Адміністративний центр — село Казок.
До 11 грудня 2012 року джамоат називався Ватанським.
До складу джамоату входять 10 сіл:
| Населений пункт       | Стара назва | Населення, осіб (2009) | Населення, осіб (2010) |
| --------------------- | ----------- | ---------------------- | ---------------------- |
| Булакдашт             | Булокдашт   | -                      | -                      |
| Бурдангал             | Бурдонгал   | -                      | -                      |
| Давот                 | Дават       | -                      | -                      |
| імені Нішона Болтаєва | Чегам       | -                      | -                      |
| Казок                 | Ватан       | -                      | -                      |
| Мукаддас              | Казончі     | -                      | -                      |
| Оїшабулок             | Ойшабулок   | -                      | -                      |
| Рухафзо               | Туябугон    | -                      | -                      |
| Тошбулок              | -           | -                      | -                      |
| Хасанбегі             | -           | -                      | -                      |